# Теодорих III
Теодорих III (657 — между 2 сентября 690 и 12 апреля 691) — король франков в 673 и 675 — 690/691 годах из династии Меровингов. Третий сын Хлодвига II и Батильды.

## Биография

### Стремление разных группировок знати поставить своего короля
Ставленник майордома Эброина, Теодорих III был посажен тем на престол Нейстрии между 10 марта и 15 мая 673 года. Однако недовольная ими франкская знать составили заговор против Эброина и Теодориха III и свергла их. Эброина и Теодориха III постригли в монахи и заключили Эброина в монастырь Люксель в Бургундии, а Теодориха — в монастырь Сен-Дени.
После убийства в 675 году Хильдерика II брата Теодориха III, он и Эброин получили возможность выйти из стен монастыря. Вышли из заточения и вернулись из изгнания и противники Эброина, в частности и Леодегарий. Каждый глава клана, имевший власть, хотел теперь сам себе выбрать короля. Леодегарий, вышедший из монастыря, вероятно, первым, восстановил власть Теодориха III, и заставил того назначить майордомом сына Эрхиноальда Леудезия. Леудезий должен был поддерживать союз, лидерами которого был Леодегарий и его брат Герин. Эброин и его сторонники между 18 октября и 10 ноября провозгласили королём маленького Хлодвига III, которого они считали сыном Хлотаря III. А стараниями Вульфоальда был возвращён из Ирландии всеми забытый Дагоберт II, сын Сигиберта III и посажен на престол Австразии.

### Убийство Леудезия
Из-за отказа многих присягнуть Хлодвигу III, Эброин перешёл в другой лагерь, решив присоединиться к Теодориху III, но лишь для того, чтобы навязать ему свою волю, а, следовательно, вступить в неизбежный конфликт с Леодегарием, новым опекуном Теодориха. Эброин заручился поддержкой многочисленных сторонников, как из представителей светской элиты, так и из числа епископата. Во главе войска Эброин начал двигаться в Нейстрию. Перебив у моста через Уазу в Пон-Сент-Максансе (ниже Компьена) стражу, переправившись через реку, Эброин убил тех врагов, которые пытались устроить ему засады. Майордом Леудезий бежал вместе с Теодорихом и с королевской казной. Эброин преследовал их до имения Безье (Деп. Сомма, окр. Амьен, комм. Корби) и здесь овладел казной.
После этого он достиг Креси-ан-Понтьёа (деп. Сомма, окр. Аббевиль), где захватил Теодориха. Леудезию, который был его крёстным отцом, он велел явиться к нему, коварно пообещав тому безопасность, после чего убил его; а затем провозгласил себя майордомом. Король Теодорих III был восстановлен на троне, а сам Эброин быстро установил свой контроль над всеми делами.

### Казнь Леодегария
Затем он стал преследовать епископа Леодегария, даже в пределах Бургундии. После захвата Отёна Леодегарий был схвачен и ослеплен. После двухлетнего заключения и жестоких пыток в монастыре Фекан, он был по обвинению в соучастии в убийстве короля Хильдерика II осужден королевским судом и обезглавлен в 679 году. Был убит и его брат Герин, также после пыток. Их уцелевшие друзья спаслись, бежав за Луару в Гасконь. Многие их сторонники были приговорены к ссылке, и больше их никогда не видели.

### Попытки подчинить Австразию
Расправившись с Леодегарием, Эброин обратил свои силы против Вульфоальда и Дагоберта II, стремясь навязать Австразии «своего» короля Теодориха III. Войска противников столкнулись под Лангром (около 677 года), но исход битвы оказался неясным. Два года спустя — 23 декабря 679 года — Дагоберт был убит.
Теперь Эброин проявил желание подчинить Австразию своему королю, единственному оставшемуся в живых. В Австразии, при отсутствии королей, в то время правили герцоги Пипин Геристальский и Мартин (вероятно, герцог Шампани, который приходился дядей Пипину). В 680 году Эброин разбил их в сражении при Лукофао (возможно, современные Буа-Рояль-дю-Фэ (Буковый лес) восточнее Лана или Лаффо в департаменте Эна). Австразийцы бежали, Эброин их преследовал и опустошил большую часть Австразии. Пипин Геристальский смог укрыться на своих землях, но Мартин, который на какое-то время нашёл убежище за стенами Лана, поверил обещаниям Эброина не причинять ему и его людям вреда, вышел из города и был убит вместе со своими воинами. Эброин стал угнетать франков со все возраставшей жестокостью. Однако в 680 году Эброин в своём собственном дворце был убит Эрменфредом, который, будучи назначенным на должность по финансовой части, не смог отчитаться о своих действиях. Эрменфред вместе со своими сокровищами бежал в Австразию к Пипину.
Пипин Геристальский пошёл на мир с новым нейстрийским майордомом Вараттоном. Однако в семье Вараттона начались ссоры и он был на какое-то время смещён с должности собственным сыном Гизлемаром. После его смерти в 686 году его сменил зять Берхар. И Гизлемара, и Берхара отличали стремление властвовать над нейстрийской знатью и агрессивность по отношению к Австразии. В результате всё большее число нейстрийцев склонялось на сторону Пипина.

### Король Теодорих — король всего Франкского государства
В 687 году около Сен-Квентина, в местечке Тертри (деп. Сомма, окр. Перонн, комм. Сен-Хам), произошло столкновение войска Пипина Геристальского с Берхаром и его сторонниками. Победа Пипина была полной. Берхар вместе с королём Теодорихом III бежал с поля боя и в 688 году был убит своими же людьми. Теодорих и его сокровища были захвачены, но Пипин не стал вторгаться в Нейстрию, как агрессор, он предпочёл договориться с её знатью, среди которой насчитывал немало своих приверженцев. Власть Теодориха была восстановлена во всех владениях, отныне его окружал чисто нейстрийский двор. В то же время сам Пипин добился того, что король признал его в качестве единственного майордома всего Франкского государства. Пипин продолжал постоянно жить в Австразии.
Чтобы предупредить и при необходимости контролировать поползновения нейстрийцев к независимости, Пипин породнился с семьёй майордомов Вараттона и Берхара, женив своего старшего сына Драго на Анструде, по одним данным, на дочери Вараттона и вдове Берхара, по другим — на дочери последнего. Более того, он согласился на передачу, по крайней мере, номинальную, части своих властных прерогатив в Нейстрии и Бургундии самым приближённым к нему людям. Так в Нейстрии была восстановлена должность майордома, доставшаяся графу Парижскому, приверженцу Пипина Нордеберту, а в Бургундии Пипин Геристальский доверил управление автономным бургундским войском своему сыну Дрого, уже являвшемуся герцогом Шампани. Не вызывает однако сомнения тот факт, что Пипин сохранял абсолютный контроль за делами в обоих королевствах.
Теодорих III умер между 2 сентября 690 года и 12 апреля 691 года. Он был женат с 675 года на Клотильде, дочери Анзегизеля и Бегги Анденской. Сыновьями его были Хлодвиг IV и Хильдеберт III. Существует версия, по которой его дочерью была Бертрада Прюмская, бабушка Бертрады Лаонской, жены короля Пипина Короткого.